# ポワポワーン
『ポワポワーン』は、日本の楽曲。作詞：谷川俊太郎、作曲：冨田勲、歌：高木淑子。

## 概要
1970年2月 - 3月、NHKの『みんなのうた』で紹介。小さな星の中にある、ゾウや富士山などが浮いている空間の様子を、幻想的に歌った楽曲。『誰も知らない』などといった、『みんなのうた』初期の曲を手掛けた谷川が、1964年4月 - 5月放送の『ぎらぎらとひょろひょろとちかちか』以来6年弱ぶりに発表した。映像はアニメーションで、独特の立体感が好評の大井文雄が『みんなのうた』初登板となる。
再放送は1970年12月 - 1971年1月だけであったが、「みんなのうた発掘プロジェクト」で映像と音声が寄せられ、2016年10月 - 11月にラジオのみで46年ぶりに再放送された。2020年10月には再びラジオのみで再放送される。